# Riksföreståndaren (pjäs)
Riksföreståndaren är en pjäs av August Strindberg från 1908. Pjäsen hör till Strindbergs historiska dramer och handlar om den svenske kungen Gustav Vasa och ärkebiskopen Gustav Trolle.